# Hymenophyllum elegans
Hymenophyllum elegans là một loài thực vật có mạch trong họ Hymenophyllaceae. Loài này được Spreng. miêu tả khoa học đầu tiên năm 1827.